# エリトリトールキナーゼ
エリトリトールキナーゼ(Erythritol kinase、EC 2.7.1.27)は、以下の化学反応を触媒する酵素である。
ATP + エリトリトール {\displaystyle \rightleftharpoons } ADP + D-エリトリトール-4-リン酸
従って、この酵素の基質はATPとエリトリトールの2つ、生成物はADPとD-エリトリトール-4-リン酸の2つである。
この酵素は転移酵素、特にアルコールを受容体とするホスホトランスフェラーゼに分類される。この酵素の系統名は、ATP:エリトリトール 4-ホスホトランスフェラーゼ(ATP:erythritol 4-phosphotransferase)である。

## 構造
2007年末時点で、1つの構造が解明されている。蛋白質構造データバンクのコードは、1V5Sである。